# Курдел

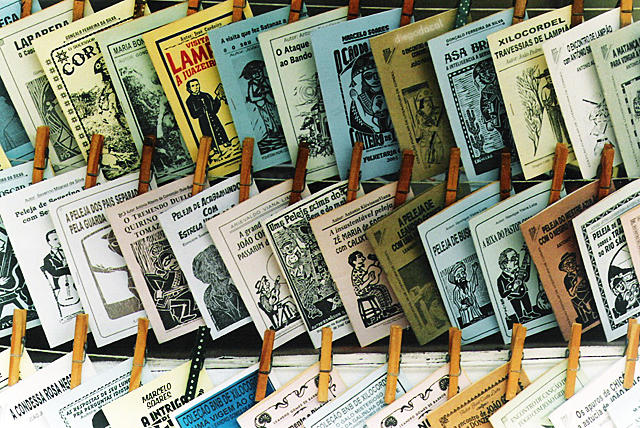
Literatura de cordel

Курдел (порт. Literatura de cordel) — популярный в Северо-восточном регионе Бразилии жанр поэзии, которая зародилась в устной форме и печаталась на брошюрах, выставлявшихся на продажу на улице висящими на веревках или шпагате. Название происходит от португальского слова «cordel» («верёвка»), однако сегодня брошюры, несмотря на название и происхождение, уже не вешаются на верёвки. В Бразилии жанр известен также под другими названиями: «брошюра», «популярная литература в стихах». Само название литературы де курдел известно по крайней мере с 6 июня 1865 года, даты публикации в Jornal do Comércio статьи «Литература де курдел» Теофилу Брага.

## Особенности
Места, где литература де курдел имеет большое значение — это штаты Пернамбуку, Алагоас, Параиба, Пара, Риу-Гранди-ду-Норти и Сеара.
Особенностью этой литературы является наличие региональных элементов бразильской культуры и стихотворная форма. Её основная социальная функция — информировать, развлекая читателей.
Авторы литературы де курдел очень часто отходят от канонов, поскольку их произведения включают в себя народный язык и темы. В некоторых случаях сами авторы являются распространителями своих стихов. Таким образом, основные характеристики этого жанра:
- Разговорный язык (неформальный)
- Использование юмора, иронии и сарказма
- Различные темы: бразильский фольклор, религиозные деятели, невежды, политики, исторические эпизоды, социальная реальность и т. д.
- Наличие рифмы, метрики и устная форма[4]

## История
Брошюра такого типа появилась в Средние века примерно в XI—XII вв. С изобретением печатного станка (1450 г.) эта литература, которая до этого была устной и читалась жокеями и менестрелями, стала издаваться на обычных бумажных листовках.
Из Португалии, где литература де курдел зародилась примерно в XVI в. и называлась «свободными листками» («folhas soltas»), она была привезена колонизаторами в штат Баия, а именно в Салвадор, первую столицу Бразилии (1549—1960). Оттуда она распространилась в другие северо-восточные штаты. В конце XVIII в. появились первые национальные поэты курдела, и литература приобрела статус народной. Особенно популярной эта литература стала в конце XIX в. с появлением в Бразилии первых региональных типографий.
Именно курдел на протяжении долгого времени служил инструментом образования и получения информации в Бразилии. Слушатели курдела учились португальскому языку, а затем и чтению.
С конца XIX в. на обложках брошюр стали появляться знаменитые гравюры. Сборники литературы де курдел выходят с подобными изображениями на обложках до сих пор.

### Форматы и тематика
Традиционно курдел публикуется в карманном формате размером от 11 x 15 см до 13,5 x 18 см и может содержать 8, 16, 32 или 64 страницы.
С появлением персональных компьютеров, принтеров и фотокопировальных устройств многие курделы можно самостоятельно печатать на офсетной бумаге с помощью буклетов размером 1/4 от A4, которые называют «ксерокурделами».
Тексты литературы де курдел могут быть в стихах или в прозе. Встречаются также фарсы, рассказы, фантастические сказки и сочинения с моральным подтекстом. Первоначально эта литература считалась колониальной. В ней устно отражались европейские темы, прежде всего тема храбрости и завоеваний.
Позднее на литературу повлияла культура коренных жителей Бразилии и африканцев. Позднее она стала ассоциироваться с песнями Северо-Восточных регионов Бразилии, в первую очередь, с импровизированным жанром песни — repente (репенте).
Исследователи выделяют несколько главных тем:
1. Социальное, религиозные или бытовые темы (сатирический курдел);
2. Патриархальное устройство общества, несправедливость, периодические засухи в некоторых регионах Северо-Востока; человеческая и социальная драма (курдел социального цикла);
3. Курдел на политические темы, комментирующий действия правительства;
4. Курдел, повествующий о любви и верности, чаще всего это истории о удачном замужестве, запретной любви или неверных мужьях, а также о героизме мужчин и предательстве;
5. Курдел, рассказывающий истории из мировой литературы или легенды бразильского фольклора, например, о животных с человеческими чертами;
6. Курдел на религиозные темы, такие как наказание, насилие и неверие в Бога[11].

## Авторы
Авторов литературы де курдел называют «курделистами». Согласно текущему исследованию, в Бразилии насчитывается около 4000 писателей, в том числе:
Apolônio Alves dos Santos, Cego Aderaldo, Cuica de Santo Amaro, Guaipuan Vieira, Firmino Teixeira do Amaral, João Ferreira de Lima, João Martins de Athayde, Manoel Monteiro, Leandro Gomes de Barros, José Alves Sobrinho, Homero do Rego Barros, Patativa do Assaré (Antônio Gonçalves da Silva), Téo Azevedo, Gonçalo Ferreira da Silva, João de Cristo Rei.
Поэты Леандро Гомес де Баррос (1865—1918) и Жуан Мартиньш де Атайде (1880—1959) являются одними из ведущих авторов прошлого.

## Роль в культуре и обществе
Литература де курдел представляет собой широкую картину повседневной жизни на Северо-Востоке Бразилии, указывает на национальную идентичность бразильцев.
Жанр повлиял на многих писателей, в том числе Жуана Кабраля де Мело Нету, Ариано Суассуна, Гимарайнша Роза и других.
Литература де курдел необходима для сохранения местных литературных традиций и способствует увековечению бразильского фольклора. Кроме того, литература де курдел отражает представление авторов о правильной жизни и моральных ценностях. Дешевизна брошюр позволяет распространять их в большом количестве и тем самым бороться с неграмотностью и популяризировать чтение среди бразильского населения, что играет важную роль в развитии образования. К сожалению, сегодня бразильские школы недооценивают роль этой литературы в образовательном процессе.
Литература де курдел отражает исторические события и политические настроения в обществе. Так, во время предвыборной кампании осенью 2018 г. Тиау Симпатиа написал курдел «В Бразилии Болсонару», где поднял вопрос о будущем своей нации, если президентом страны станет Болсонару.
Кроме того, брошюры привозились туристами и в другие части света. Так, во Франции это явление получило название «Littérature de Colportage». Такую литературу распространяли в журналах сатиры, например, в «Канар аншене». Жанр также со временем стал известен в Англии, Нидерландах и Германии, где также печатались гравюры из брошюр литературы де курдел.

## В массовой культуре
Драматург Ариано Суассуна использовал курдел в качестве источника вдохновения в своей пьесе Auto da Compadecida (1955). Часть сюжета была навеяна двумя брошюрами Леандро Гомеса де Барроса (1865—1918): «Заветом собаки» и «Лошадью, приносящей деньги».
По пьесе было три экранизации: A Compadecida (1969), Os Trapalhões no Auto da Compadecida (1987) и O Auto da Compadecida, представленная как мини-сериал телеканалом «Глобо» в 1999 году.
Курдел «Романс загадочного павлина» стал источником вдохновения для песни Ednardo «Pavão Mysteriozo», выпущенной в 1974 году в альбоме «Romance of the Peacock Mysteriozo». Песня была частью саундтрека к мыльной опере Диаса Гомеса «Saramandaia», выпущенной «Глобо» в 1976 году.

## Наследие
Чтобы собрать вместе представителей этого типичного литературного жанра Бразилии, в 1988 году была основана Бразильская академия литературы де курдел, базирующаяся в Рио-де-Жанейро. В ней собрано около 7000 документов из научных исследований, книг и брошюр. Цель этого литературного объекта состоит в том, чтобы восстановить сведения о литературе де курдел, собрать экспонаты и углубить исследования этого популярного явления.
19 ноября отмечается День курделиста, чтобы отдать дань уважения тем, кто собирал и исполнял истории по всей Бразилии и особенно в Северо-Восточном регионе. Литература де курдел — это традиция, в которой много аутентичных выражений, иронии, сложной поэзии, какой бы простой она ни казалась. Дата выбрана не случайно: она совпадает со днем рождения поэта Леандро Гомеса де Барроса в 1865 году.
В сентябре 2018 года Национальный институт исторического и художественного наследия признал литературу де курдел нематериальным культурным наследием Бразилии.